# Ј-21 јастреб
Соко Јастреб Ј-21 је југословенски војни једномоторни лаки јуришни млазни авион једносед металне конструкције, намењен за блиску ватрену подршку и извиђање, који се производио на основу пројекта ВТИ у фабрици авиона СОКО у Мостару од 1968. до 1977. године. Настао је из развојног пројекта војног школског млазног авиона Г-2 Галеба са којим има велики број унифицираних делова што је појефтинило производњу и одржавање. Ово је био други млазни и први борбени авион који се серијски производио у Југославији. На челу пројекта налазио се аеродинамичар проф. др Златко Рендулић. Први пробни лет је изведен 19. јула 1965. а увођење у служби је започело 31. децембра 1968. године чиме је отпочела постепена замена Ф-84 Тандерџета коме су полако истицали ресурси и који је до тада био основни јуришни млазни авион у саставу ЈРВ. Светској јавности је први пут приказан на аеромитингу у Фарнбороу 1968. године. Јастреб је могао да полеће и слеће на травнато-полетне стазе а био је опремљен са стрељачким наоружањем у трупу и невођеним бомбама и ракетама на поткрилним носачима чиме је омогућавао јуришно-борбена дејства на земљи. Био је оспособљен да дејствује и на лаке летелице као што су хеликоптери и клипни авиони. Производио се у четири варијанте од које поред стандардних, Ј-21 (јуришник) и ИЈ-21 (извиђач), најзначајнија била са ознаком Ј-1Л намењена за извоз у Замбију и Либију. Укупно је направљено 224 примерка од чега се у службеној употреби у ЈРВ налазило 175 Јастреба док остатак представљају извозне партије чиме је постигнут значајан послован успех.
Технологија за израду првих подзвучних млазних авиона у Југославији освојена је захваљујући сарадњи са Уједињеним Краљевством од које је откупљена лиценца за турбо млазни мотор Армстронг сидли вајпер (енг: Armstrong Siddeley Viper) као и друге додатне опреме попут избацивог седишта марке Фоланд. Овим је направљен велики технолошки искорак у Југославији а Мостар и СР БиХ су постали седиште једне од најнапреднијих технологија у земљи. За разлику од Галеба Јастреб је због носивости имао ојачану конструкцију а уграђиван је и нешто јачи турбо млазни мотор који је носио ознаку Мк 521, потиска 1.333,7 daN. Према неким подацима Јастреб је представљао прелазно решење све до реализације тајног војног пројекта „ЈУРОМ”, развојни пројекат новог јуришног двомоторног млазног авиона Ј-22 Орао између СФР Југославије и НР Румуније, на којем се увелико радило 1970-их. Учествовао је у борбеним дејствима у саставу РВ и ПВО ЈНА на почетку сукоба у СФР Југославији 1991. године а потом у РВ и ПВО Војске Републике Српске. Највећи број Јастреба расходован је у РВ и ПВО СР Југославије 1996. на основу Подрегионалног споразума о контроли наоружања. На почетку 21. века задржани су у оперативној употреби ратних ваздухопловстава Републике Српске и Либије.

## Развој
Током шездесетих година 20. века, ЈРВ и ПВО је поседовало авионе са турбомлазним мотором америчког порекла и то школске, тренажне и извиђачке Локид Т-33 и ловачко-бомбардерске F-84G Тандерџет. Ови авиони су практично били расходовани и уступљени Југославији и ако су одлично и дуго послужили у ЈРВ. У другом делу те деценије, почели су да их замењују ловачки авиони F-86E Сејбр и F-86D Сејбр. Са авионима Г-2 Галеб и са Сејбровима, ЈРВ и ПВО је обезбедило замену авиона за извршавање 2/3 својих задатака, али су остали ловачко-бомбардерски задаци без одговарајућег авиона. Пошто се Г-2 Галеб показао као успешан развој, са освојеном и поседованом технологијом, на бази његовог „змаја“, развијен је једносед Ј-21 Јастреб, са јачим мотором, добро наоружан и опремљен, са наменом извршавања задатака ловца-бомбардера.

## Опис
Потпуно је искоришћен змај авиона од Г-2 Галеб. Део предњег и кабинског дела трупа, модификован је за уградњу оружја и избацивање једног седишта у кабини пилота. Централни део трупа је незнатно модификован за уградњу нешто јачег мотора Ролс-Ројс Вајпер 20Mk 531 са потиском 13,3 kN. У предњи део трупа уграђена су три митраљеза Колт Бровнинг калибра 12,7 mm, са по 130 метака по сваком. Кабина пилота је опремљена једним избацивим седиштем »1B Фоланд«.

## Варијанте
- Ј-21 Јастреб, прототип, 1 примерак.
- НЈ-21 Јастреб, наставни двосед, прототип, 1 примерак.
- Ј-21 Јастреб, једносед ловац-бомбардер, произведено 119 примерака.
- НЈ-21 Јастреб, наставни двосед (обука), произведено 18 примерака.
- ИЈ-21 Јастреб, извиђач, произведено 38 примерака.
- Ј-1Е Јастреб, извозна варијанта, произведено 47 примерака.

## Карактеристике

### Опште
- Посада: 1 пилот
- Дужина: 10,88
- Размах крила: 10,56 m (11,68 m са резервоарима на крајевима крила)
- Висина: 3,64
- Површина крила: 19,43 m 2
- Тезина: 2 820
- Максимална тежина при полетању: 5 100 kg.
- Погон 1 x Ролс-Ројс Вајпер
 са потиском 13,3 .[2]

### Перформансе
- Максимална брзина: 820 km/h, на висини лета 6 200
- Брзина крстарења: 740 km/h, на висини лета 5 000
- Долет: 1 520
- Плафон лета: 12 000
- Брзина пењања: 21 /
- Дужина стазе полетања. 600 m (са стартним ракетама 404 m)
- Полетање и слетање и са травнатих терена.[2]

### Наоружање
- 3 митраљеза у предњем делу трупа, са по 135 метака сваки појединачно.
- До 800 kg, бомби и ракета. Ракете, калибра од 127 mm, носи у два „саћаста“ лансера.

## Изложени примерци
Тридесетдва произведена Јастреба је изложено, у Музеју ваздухопловства у Београду.
Ј-21 Јастреб
- № 24001, прототип изложен у Музеју ваздухопловства у Београду.
- № 24115, изложен у Музеју ваздухопловства у Београду.
- № 24122, изложен у Музеју ваздухопловства у Београду.
- № 24126, изложен у Музеју ваздухопловства у Београду.
- № 24128, изложен у Музеју ваздухопловства у Београду.
- № 24130, изложен у Музеју ваздухопловства у Београду.
- № 24142, изложен у Музеју ваздухопловства у Београду.
- № 24145, изложен у Музеју ваздухопловства у Београду.
- № 24155, изложен у Музеју ваздухопловства у Београду.
- № 24156, изложен у Музеју ваздухопловства у Београду.
- № 24159, изложен у Музеју ваздухопловства у Београду.
- № 24208, изложен у Музеју ваздухопловства у Београду.
- № 24210, изложен у Музеју ваздухопловства у Београду.
- № 24213, изложен у Музеју ваздухопловства у Београду.
- № 24214, изложен у Музеју ваздухопловства у Београду.
- № 24401, изложен у Музеју ваздухопловства у Београду.
- № 24404, изложен у Музеју ваздухопловства у Београду.
- № 24405, изложен у Музеју ваздухопловства у Београду.
- № 24410, изложен у Музеју ваздухопловства у Београду.
- № 24415, изложен у Музеју ваздухопловства у Београду.
- № 24418, изложен у Музеју ваздухопловства у Београду.
- № 24421, изложен у Музеју ваздухопловства у Београду.
- № 24454, изложен у Музеју ваздухопловства у Београду.
- № 24456, изложен у Музеју ваздухопловства у Београду.
- № 24457, изложен у Музеју ваздухопловства у Београду.
- № 23502, изложен у Музеју ваздухопловства у Београду.
- № 23505, изложен у Музеју ваздухопловства у Београду.
- № 23506, изложен у Музеју ваздухопловства у Београду.
- № 23507, изложен у Музеју ваздухопловства у Београду.
- № 23511, изложен у Музеју ваздухопловства у Београду.
- № 23512, изложен у Музеју ваздухопловства у Београду.
- № 23513, изложен у Музеју ваздухопловства у Београду.

## Корисници
- СФРЈ
  -  У ЈРВ, укупно је уведено у оперативну употребу 175 авиона Јастреб. Од тога су 119 Ј-21, 38 ИЈ-21 и 18 НЈ-21. Коришћени су до 1991.
  - У периоду од 1985. до 1990. године седам Јастребова је у изворном облику коришћено у акро-групи ЈРВ „Летеће Звезде”.
- Либија, 34 авиона, под ознаком Ј-1Е.
- Замбија, 13 авиона, под ознаком Ј-1Е.[3]

### Тренутни корисници
- Република Српска

## Оперативна употреба
Ј-21 је у СФРЈ коришћен пре свега за извршавање задатака из домене занимања и обуке јединица ЈРВ. Такође је имао доста задатака из домена извиђања. По распаду СФРЈ и преласку авиона у употребу РВ РС и РВ СРЈ до изражаја су дошле његове борбене способности. РВ РС је често користило Ј-21 за дејство ваздух-земља.
Дана 28. фебруара 1994. године шест Јастребова РВ Републике Српске је у току извршавања борбеног задатка било нападнуто од стране два авиона  под командом НАТОа. Четири од шест Ј-21 су оборени, док су два авиона успела да побегну. Овај догађај је познат као Бањалучки инцидент.
После потписивања Дејтонског споразума 1995. године и прекида сукоба, Савезна Република Југославија је повукла из употребе свих шездесет шест Јастребова, док Република Српска и даље користи 11 авиона.